# Benomilo

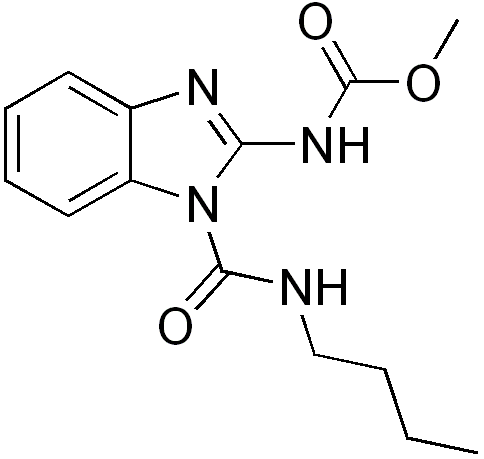

El benomilo es un plaguicida que posee una actividad o aptitud acaricida (grupo de los carbamatos); fungicida (grupo de los benzimidazoles; grupo de los benzimidazolilcarbamatos)y nematicida (grupo de los carbamatos).
IUPAC: 1-(butilcarbamoil)benzimidazol-2-ilcarbamato de metilo
CA: [1-[(butilamino)carbonil]-1H-benzimidazol-2-il]carbamato de metilo

Se trata de una sustancia aplicada en agroquímica como fungicida sistémico.
Presenta en su estructura un sistema de benzimidazol.
Uno de los mayores productores es DuPont comercializándolo por ejemplo bajo el nombre comercial de BENLATE.

## Datos fisicoquímicos
Fórmula: C14H18N4O3
Masa molar: 290,4 g/mol
N.º CAS es 17804-35-2.
Temperatura de autoignición: 220 °C
LD50 toxicidad aguda: >10.000 mg/kg (oral rata); 10.000 mg/kg (dermal conejo); 4,01 mg/l (inhalación rata 4 h de exposición); 0,41 ppm (trucha arcoíris, 96 h de exposición).

## Toxicología
El benomilo puede interferir en el metabolismo de las hormonas. 
Su uso ha sido restringido por razones de salud y medioambientales en Suecia.
También ha sido relacionado con daños medioambientales en Florida.